# Screen Actors Guild-díj a legjobb színésznőnek (minisorozat vagy tévéfilm)
A legjobb színésznő (minisorozat vagy tévéfilm) kategóriában átadott Screen Actors Guild-díjat az első, 1995-ös díjátadó óta osztják ki minden évben, értékelve a minisorozatok és tévéfilmek fő- és mellékszereplő színésznőit.
A legtöbb győzelmet Helen Mirren, Queen Latifah, Kate Winslet és Alfre Woodard szerezte a kategóriában, két-két alkalommal. A legtöbbször Helen Mirrent jelölték a díjra, összesen öt alkalommal. Kathy Bates, Stockard Channing, Nicole Kidman és Susan Sarandon négy-négy jelölést kapott; Channing és Kidman egy alkalommal bizonyult a legjobb színésznőnek a kategóriában, Sarandon és Bates viszont még nem nyert díjat.

## Győztesek és jelöltek
(MEGJEGYZÉS: Az Év oszlop az adott minisorozat vagy tévéfilm bemutatási évére utal, a tényleges díjátadó ceremóniát a következő évben rendezték meg.)

### 1990-es évek
| Év                | Színész                   | Színész                     | Szerep                                               | Magyar cím                                | Eredeti cím       |
| 1994 1. gála      |                           |                             |                                                      |                                           |                   |
| ----------------- | ------------------------- | --------------------------- | ---------------------------------------------------- | ----------------------------------------- | ----------------- |
| 1994 1. gála      |                           | Joanne Woodward             | Maggie Moran                                         | Az idő múltával                           | Breathing Lessons |
| 1994 1. gála      | Katharine Hepburn         | Cornelia Beaumont           | Egy karácsony együtt                                 | One Christmas                             |                   |
| 1994 1. gála      | Diane Keaton              | Amelia Earhart              | Amelia Earhart – Az utolsó repülés                   | Amelia Earhart: The Final Flight          |                   |
| 1994 1. gála      | Sissy Spacek              | Susan Lansing               | Annie otthonra talál                                 | A Place for Annie                         |                   |
| 1994 1. gála      | Cicely Tyson              | Castralia / szobalány       | A kortalan hős                                       | Oldest Living Confederate Widow Tells All |                   |
| 1995 2. gála      |                           |                             |                                                      |                                           |                   |
|                   | Alfre Woodard             | Berniece Charles            |                                                      | The Piano Lesson                          |                   |
| Glenn Close       | Margarethe Cammermeyer    | Ha hallgattál volna         | Serving in Silence: The Margarethe Cammermeyer Story |                                           |                   |
| Sally Field       | Bess Alcott Steed Garner  | Egy független asszony       | A Woman of Independent Means                         |                                           |                   |
| Anjelica Huston   | Calamity Jane             | Vad nők                     | Buffalo Girls                                        |                                           |                   |
| Sela Ward         | Jessica Savitch           |                             | Almost Golden: The Jessica Savitch Story             |                                           |                   |
| 1996 3. gála      |                           |                             |                                                      |                                           |                   |
|                   | Kathy Bates               | Helen Kushnick              | Médiaharc                                            | The Late Shift                            |                   |
| Anne Bancroft     | Abigail Tillerman         |                             | Homecoming                                           |                                           |                   |
| Stockard Channing | Barbara Whitney           | Az égből pottyant család    | An Unexpected Family                                 |                                           |                   |
| Jena Malone       | Ruth 'Bone' Boatwright    |                             | Bastard Out of Carolina                              |                                           |                   |
| Cicely Tyson      | Jordan Roosevelt          |                             | The Road to Galveston                                |                                           |                   |
| 1997 4. gála      |                           |                             |                                                      |                                           |                   |
|                   | Alfre Woodard             | Eunice Evers, R.N.          | Miss Evers fiai                                      | Miss Evers' Boys                          |                   |
| Glenn Close       | Janet                     | Esthomály                   | In the Gloaming                                      |                                           |                   |
| Faye Dunaway      | Phyllis Gold              |                             | The Twilight of the Golds                            |                                           |                   |
| Sigourney Weaver  | Lady Claudia Hoffman      | Hófehérke – A terror meséje | Snow White: A Tale of Terror                         |                                           |                   |
| Mare Winningham   | Lurleen Wallace           | George Wallace              | George Wallace                                       |                                           |                   |
| 1998 5. gála      |                           |                             |                                                      |                                           |                   |
|                   | Angelina Jolie            | Gia Carangi                 | Kifutó a semmibe                                     | Gia                                       |                   |
| Ann-Margret       | Pamela Harriman           | A Pamela Harriman történet  | Life of the Party: The Pamela Harriman Story         |                                           |                   |
| Stockard Channing | Rachel Luckman            | Egy gyermek kálváriája      | The Baby Dance                                       |                                           |                   |
| Olympia Dukakis   | Mrs. Anna Madrigal        |                             | More Tales of the City                               |                                           |                   |
| Mary Steenburgen  | Sarah Elizabeth McCaffrey |                             | About Sarah                                          |                                           |                   |
| 1999 6. gála      |                           |                             |                                                      |                                           |                   |
|                   | Halle Berry               | Dorothy Dandridge           | Fekete csillag                                       | Introducing Dorothy Dandridge             |                   |
| Kathy Bates       | Miss Agatha Hannigan      | Annie                       | Annie                                                |                                           |                   |
| Judy Davis        | Paula                     |                             | A Cooler Climate                                     |                                           |                   |
| Sally Field       | Iris                      |                             | A Cooler Climate                                     |                                           |                   |
| Helen Mirren      | Ayn Rand                  | Egy filozófusnő szerelmei   | The Passion of Ayn Rand                              |                                           |                   |

### 2000-es évek
| Év                 | Színész                                        | Színész                                                 | Szerep                              | Magyar cím                                | Eredeti cím                 |
| 2000 7. gála       |                                                |                                                         |                                     |                                           |                             |
| ------------------ | ---------------------------------------------- | ------------------------------------------------------- | ----------------------------------- | ----------------------------------------- | --------------------------- |
| 2000 7. gála       |                                                | Vanessa Redgrave                                        | Edith Tree                          | Ha a falak beszélni tudnának 2.           | If These Walls Could Talk 2 |
| 2000 7. gála       | Stockard Channing                              | Janice Williams                                         | Az igazat Jane-ről                  | The Truth About Jane                      |                             |
| 2000 7. gála       | Judi Dench                                     | Elizabeth Harman                                        | Az utolsó szőke bombázó             | The Last of the Blonde Bombshells         |                             |
| 2000 7. gála       | Sally Field                                    | Betsey Trotwood                                         | Copperfield Dávid                   | David Copperfield                         |                             |
| 2000 7. gála       | Elizabeth Franz                                | Linda Loman                                             |                                     | Death of a Salesman                       |                             |
| 2001 8. gála       |                                                |                                                         |                                     |                                           |                             |
|                    | Judy Davis                                     | Judy Garland                                            | Judy Garland: Én és az árnyékaim    | Life with Judy Garland: Me and My Shadows |                             |
| Angela Bassett     | Ruby Delacroix                                 | Ruby kocsmája                                           | Ruby's Bucket of Blood              |                                           |                             |
| Anjelica Huston    | Vivianne                                       | Artúr király és a nők                                   | The Mists of Avalon                 |                                           |                             |
| Sissy Spacek       | Sibyl Danforth                                 | Halálos hivatás                                         | Midwives                            |                                           |                             |
| Emma Thompson      | Vivian Bearing                                 | Fekete angyal                                           | Wit                                 |                                           |                             |
| 2002 9. gála       |                                                |                                                         |                                     |                                           |                             |
|                    | Stockard Channing                              | Judy Shephard                                           |                                     | The Matthew Shepard Story                 |                             |
| Kathy Bates        | Christine Chapman                              | A nővérem húga                                          | My Sister's Keeper                  |                                           |                             |
| Helen Mirren       | Mrs. Porter                                    | Házról házra                                            | Door to Door                        |                                           |                             |
| Vanessa Redgrave   | Clementine Churchill                           | Gomolygó viharfelhők                                    | The Gathering Storm                 |                                           |                             |
| Uma Thurman        | Debbie Miller                                  | Pasifogó kísérletek                                     | Hysterical Blindness                |                                           |                             |
| 2003 10. gála      |                                                |                                                         |                                     |                                           |                             |
|                    | Meryl Streep                                   | Hannah Pitt / Ethel Rosenberg / Rabbi / ausztrál angyal | Angyalok Amerikában                 | Angels in America                         |                             |
| Anne Bancroft      | Contessa                                       | Tavasz Rómában                                          | The Roman Spring of Mrs. Stone      |                                           |                             |
| Helen Mirren       | Karen Stone                                    | Tavasz Rómában                                          | The Roman Spring of Mrs. Stone      |                                           |                             |
| Mary-Louise Parker | Harper Pitt                                    | Angyalok Amerikában                                     | Angels in America                   |                                           |                             |
| Emma Thompson      | Emily nővér / hajléktalan nő / amerikai angyal | Angyalok Amerikában                                     | Angels in America                   |                                           |                             |
| 2004 11. gála      |                                                |                                                         |                                     |                                           |                             |
|                    | Glenn Close                                    | Eleonóra királyné                                       | Az oroszlán télen                   | The Lion in Winter                        |                             |
| Patricia Heaton    | Paula McFadden                                 | Hölgyem, Isten áldja                                    | The Goodbye Girl                    |                                           |                             |
| Keke Palmer        | Lou                                            | Gyapjúsapka                                             | The Wool Cap                        |                                           |                             |
| Hilary Swank       | Alice Paul                                     | Vasakaratú angyalok                                     | Iron Jawed Angels                   |                                           |                             |
| Charlize Theron    | Britt Ekland                                   | Peter Sellers élete és halála                           | The Life and Death of Peter Sellers |                                           |                             |
| 2005 12. gála      |                                                |                                                         |                                     |                                           |                             |
|                    | S. Epatha Merkerson                            | Rachel 'Nanny' Crosby                                   | Lackawanna Blues                    | Lackawanna Blues                          |                             |
| Tonantzin Carmelo  | Thunder Heart Woman                            |                                                         | Into the West                       |                                           |                             |
| Cynthia Nixon      | Eleanor Roosevelt                              | Warm Springs                                            | Warm Springs                        |                                           |                             |
| Robin Wright       | Grace Roby                                     | A múlt fogságában                                       | Empire Falls                        |                                           |                             |
| Joanne Woodward    | Francine Whiting                               | A múlt fogságában                                       | Empire Falls                        |                                           |                             |
| 2006 13. gála      |                                                |                                                         |                                     |                                           |                             |
|                    | Helen Mirren                                   | I. Erzsébet királynő                                    | Elizabeth                           | Elizabeth I                               |                             |
| Annette Bening     | Jean Harris                                    | Mrs. Harris                                             | Mrs. Harris                         |                                           |                             |
| Cloris Leachman    | Pearl 'Billie' Schwartz                        | Mrs. Harris                                             | Mrs. Harris                         |                                           |                             |
| Shirley Jones      | Batty néni                                     | Isten háta mögött                                       | Hidden Places                       |                                           |                             |
| Greta Scacchi      | Nola Johns                                     | A szabadság útján                                       | Broken Trail                        |                                           |                             |
| 2007 14. gála      |                                                |                                                         |                                     |                                           |                             |
|                    | Queen Latifah                                  | Ana Walace                                              |                                     | Life Support                              |                             |
| Ellen Burstyn      | Posey                                          |                                                         | Mitch Albom's For One More Day      |                                           |                             |
| Debra Messing      | Molly Kagan                                    | Álomgyári feleség                                       | The Starter Wife                    |                                           |                             |
| Anna Paquin        | Elaine Goodale                                 | Wounded Knee-nél temessétek el a szívem                 | Bury My Heart at Wounded Knee       |                                           |                             |
| Vanessa Redgrave   | asszony                                        | A láz                                                   | The Fever                           |                                           |                             |
| Gena Rowlands      | Melissa Eisenbloom                             | Isteni véletlen                                         | What If God Were the Sun?           |                                           |                             |
| 2008 15. gála      |                                                |                                                         |                                     |                                           |                             |
|                    | Laura Linney                                   | Abigail Adams                                           | John Adams                          | John Adams                                |                             |
| Laura Dern         | Katherine Harris                               | Újraszámlálás                                           | Recount                             |                                           |                             |
| Shirley MacLaine   | Coco Chanel                                    | Coco Chanel                                             | Coco Chanel                         |                                           |                             |
| Phylicia Rashad    | Lena Younger                                   | Küzdelmes élet                                          | A Raisin in the Sun                 |                                           |                             |
| Susan Sarandon     | Doris Duke                                     | Bernard és Doris                                        | Bernard and Doris                   |                                           |                             |
| 2009 16. gála      |                                                |                                                         |                                     |                                           |                             |
|                    | Drew Barrymore                                 | Edith 'Little Edie' Beale                               | Két nő – egy ház                    | Grey Gardens                              |                             |
| Joan Allen         | Georgia O’Keeffe                               | Georgia O’Keeffe                                        | Georgia O’Keeffe                    |                                           |                             |
| Ruby Dee           | Mrs. Harper                                    | Amerika gyermekei                                       | America                             |                                           |                             |
| Jessica Lange      | Edith Ewing Bouvier Beale                      | Két nő – egy ház                                        | Grey Gardens                        |                                           |                             |
| Sigourney Weaver   | Mary Griffith                                  | Imák Bobbyért                                           | Prayers for Bobby                   |                                           |                             |

### 2010-es évek
| Év                   | Színész                                  | Színész                     | Szerep                                                    | Magyar cím                                        | Eredeti cím    |
| 2010 17. gála        |                                          |                             |                                                           |                                                   |                |
| -------------------- | ---------------------------------------- | --------------------------- | --------------------------------------------------------- | ------------------------------------------------- | -------------- |
| 2010 17. gála        |                                          | Claire Danes                | Temple Grandin                                            | Temple Grandin                                    | Temple Grandin |
| 2010 17. gála        | Catherine O’Hara                         | Ann néni                    | Temple Grandin                                            | Temple Grandin                                    |                |
| 2010 17. gála        | Julia Ormond                             | Ann néni                    | Temple Grandin                                            | Eustacia Grandin                                  |                |
| 2010 17. gála        | Winona Ryder                             | Lois W.                     | Mikor a szerelem nem elég: A Louis Wilson sztori          | When Love Is Not Enough: The Lois Wilson Story    |                |
| 2010 17. gála        | Susan Sarandon                           | Janet Good                  | Dr. Halál                                                 | You Don't Know Jack                               |                |
| 2011 18. gála        |                                          |                             |                                                           |                                                   |                |
|                      | Kate Winslet                             | Mildred Pierce              | Mildred Pierce                                            | Mildred Pierce                                    |                |
| Diane Lane           | Pat Loud                                 | Cinéma vérité               | Cinema Verite                                             |                                                   |                |
| Maggie Smith         | Violet Crawley, Grantham özvegy grófnéja | Downton Abbey               | Downton Abbey                                             |                                                   |                |
| Emily Watson         | Janet Leach                              | Felelős felnőtt             | Appropriate Adult                                         |                                                   |                |
| Betty White          | Caroline Thomas                          | Különleges Valentin nap     | The Lost Valentine                                        |                                                   |                |
| 2012 19. gála        |                                          |                             |                                                           |                                                   |                |
|                      | Julianne Moore                           | Sarah Palin                 | Versenyben az elnökségért                                 | Game Change                                       |                |
| Nicole Kidman        | Martha Gellhorn                          | Hemingway és Gellhorn       | Hemingway & Gellhorn                                      |                                                   |                |
| Charlotte Rampling   | Eva Delectorskaya                        | A múlt árnyékában           | Restless                                                  |                                                   |                |
| Sigourney Weaver     | Elaine Barrish Hammond                   |                             | Political Animals                                         |                                                   |                |
| Alfre Woodard        | Louisa 'Ouiser' Boudreaux                | Acélmagnóliák               | Steel Magnolias                                           |                                                   |                |
| 2013 20. gála        |                                          |                             |                                                           |                                                   |                |
|                      | Helen Mirren                             | Linda Kenney Baden          | Phil Spector                                              | Phil Spector                                      |                |
| Angela Bassett       | Coretta Scott King                       |                             | Betty & Coretta                                           |                                                   |                |
| Helena Bonham Carter | Elizabeth Taylor                         |                             | Burton & Taylor                                           |                                                   |                |
| Holly Hunter         | GJ                                       | A tó tükre                  | Top of the Lake                                           |                                                   |                |
| Elisabeth Moss       | Robin Griffin nyomozó                    | A tó tükre                  | Top of the Lake                                           |                                                   |                |
| 2014 21. gála        |                                          |                             |                                                           |                                                   |                |
|                      | Frances McDormand                        | Olive Kitteridge            | Olive Kitteridge                                          | Olive Kitteridge                                  |                |
| Ellen Burstyn        | Olivia Foxworth                          |                             | Flowers in the Attic                                      |                                                   |                |
| Maggie Gyllenhaal    | Nessa Stein                              | Egy tisztességes asszony    | The Honourable Woman                                      |                                                   |                |
| Julia Roberts        | Dr. Emma Brookner                        | Igaz szívvel                | The Normal Heart                                          |                                                   |                |
| Cicely Tyson         | Mrs. Carrie Watts                        | Út az ismeretlenbe          | The Trip to Bountiful                                     |                                                   |                |
| 2015 22. gála        |                                          |                             |                                                           |                                                   |                |
|                      | Queen Latifah                            | Bessie Smith                | Bessie                                                    | Bessie                                            |                |
| Nicole Kidman        | Grace Kelly                              | Grace – Monaco csillaga     | Grace of Monaco                                           |                                                   |                |
| Christina Ricci      | Lizzie Borden                            |                             | The Lizzie Borden Chronicles                              |                                                   |                |
| Susan Sarandon       | Gladys Monroe Mortenson                  | Marilyn Monroe titkos élete | The Secret Life of Marilyn Monroe                         |                                                   |                |
| Kristen Wiig         | Delores O’Dell                           |                             | The Spoils Before Dying                                   |                                                   |                |
| 2016 23. gála        |                                          |                             |                                                           |                                                   |                |
|                      | Sarah Paulson                            | Marcia Clark                | American Crime Story: Az O. J. Simpson-ügy                | The People v. O. J. Simpson: American Crime Story |                |
| Bryce Dallas Howard  | Lacie Pound                              | Fekete tükör                | Black Mirror                                              |                                                   |                |
| Felicity Huffman     | Leslie Graham                            | Bűnök és előítéletek        | American Crime                                            |                                                   |                |
| Audra McDonald       | Billie Holiday                           |                             | Lady Day at Emerson's Bar and Grill                       |                                                   |                |
| Kerry Washington     | Anita Hill                               | Bizonyosság                 | Confirmation                                              |                                                   |                |
| 2017 24. gála        |                                          |                             |                                                           |                                                   |                |
|                      | Nicole Kidman                            | Celeste Wright              | Hatalmas kis hazugságok                                   | Big Little Lies                                   |                |
| Laura Dern           | Renata Klein                             | Hatalmas kis hazugságok     | Big Little Lies                                           |                                                   |                |
| Reese Witherspoon    | Madeline Martha Mackenzie                | Hatalmas kis hazugságok     | Big Little Lies                                           |                                                   |                |
| Jessica Lange        | Viszály                                  | Feud: Bette and Joan        | Joan Crawford                                             |                                                   |                |
| Susan Sarandon       | Viszály                                  | Feud: Bette and Joan        | Bette Davis                                               |                                                   |                |
| 2018 25. gála        |                                          |                             |                                                           |                                                   |                |
|                      | Patricia Arquette                        | Tilly Mitchell              | Szökés Dannemorából                                       | Escape at Dannemora                               |                |
| Amy Adams            | Camille Preaker                          | Éles tárgyak                | Sharp Objects                                             |                                                   |                |
| Patricia Clarkson    | Adora Crellin                            | Éles tárgyak                | Sharp Objects                                             |                                                   |                |
| Penélope Cruz        | Donatella Versace                        |                             | The Assassination of Gianni Versace: American Crime Story |                                                   |                |
| Emma Stone           | Annie Landsberg                          | Mániákus                    | Maniac                                                    |                                                   |                |
| 2019 26. gála        |                                          |                             |                                                           |                                                   |                |
|                      | Michelle Williams                        | Gwen Verdon                 | Fosse/Verdon                                              | Fosse/Verdon                                      |                |
| Patricia Arquette    | Dee Dee Blanchard                        | A tett                      | The Act                                                   |                                                   |                |
| Joey King            | Gypsy Rose Blanchard                     | A tett                      | The Act                                                   |                                                   |                |
| Toni Collette        | Grace Rasmussen nyomozó                  | Hihetetlen                  | Unbelievable                                              |                                                   |                |
| Emily Watson         | Uljana Homjuk                            | Csernobil                   | Chernobyl                                                 |                                                   |                |

### 2020-as évek
| Év                | Színész                  | Színész                                              | Szerep                                     | Magyar cím              | Eredeti cím        |
| 2020 27. gála     |                          |                                                      |                                            |                         |                    |
| ----------------- | ------------------------ | ---------------------------------------------------- | ------------------------------------------ | ----------------------- | ------------------ |
| 2020 27. gála     |                          | Anya Taylor-Joy                                      | Beth Harmon                                | A vezércsel             | The Queen's Gambit |
| 2020 27. gála     | Cate Blanchett           | Phyllis Schlafly                                     | Mrs. America                               | Mrs. America            |                    |
| 2020 27. gála     | Michaela Coel            | Arabella Essiedu                                     | Tönkretehetlek                             | I May Destroy You       |                    |
| 2020 27. gála     | Nicole Kidman            | Grace Fraser                                         | Tudhattad volna                            | The Undoing             |                    |
| 2020 27. gála     | Kerry Washington         | Mia Warren                                           | Kis tüzek mindenütt                        | Little Fires Everywhere |                    |
| 2021 28. gála     |                          |                                                      |                                            |                         |                    |
|                   | Kate Winslet             | Marianne "Mare" Sheehan                              | Easttowni rejtélyek                        | Mare of Easttown        |                    |
| Jennifer Coolidge | Tanya McQuoid            | A Fehér Lótusz                                       | The White Lotus                            |                         |                    |
| Cynthia Erivo     | Aretha Franklin          | Géniusz                                              | Genius                                     |                         |                    |
| Margaret Qualley  | Alexandra "Alex" Russell | Egy szobalány vallomása                              | Maid                                       |                         |                    |
| Jean Smart        | Helen Fahey              | Easttowni rejtélyek                                  | Mare of Easttown                           |                         |                    |
| 2022 29. gála     |                          |                                                      |                                            |                         |                    |
|                   | Jessica Chastain         | Tammy Wynette                                        |                                            | George & Tammy          |                    |
| Emily Blunt       | Cornelia Locke           | Az Angolok                                           | The English                                |                         |                    |
| Julia Garner      | Anna Sorokin             | Az örökösnő álarca mögött                            | Inventing Anna                             |                         |                    |
| Niecy Nash        | Glenda Cleveland         | Jeffrey Dahmer – Szörnyeteg: A Jeffrey Dahmer-sztori | Dahmer – Monster: The Jeffrey Dahmer Story |                         |                    |
| Amanda Seyfried   | Elizabeth Holmes         | A kibukott                                           | The Dropout                                |                         |                    |
| 2023 30. gála     |                          |                                                      |                                            |                         |                    |
|                   | Ali Wong                 | Amy Lau                                              | Balhé                                      | Beef                    |                    |
| Uzo Aduba         | Edie Flowers             | A gyilkos csodaszer                                  | Painkiller                                 |                         |                    |
| Kathryn Hahn      | Clare Pierce             | Apró gyönyörű dolgaink                               | Tiny Beautiful Things                      |                         |                    |
| Brie Larson       | Elizabeth Zott           | Minden kémia                                         | Lessons in Chemistry                       |                         |                    |
| Bel Powley        | Miep Gies                | Anne Frank bújtatója                                 | A Small Light                              |                         |                    |
| 2024 31. gála     |                          |                                                      |                                            |                         |                    |
|                   | Jessica Gunning          | Martha Scott                                         | Szarvasbébi                                | Baby Reindeer           |                    |
| Kathy Bates       | Edith Wilson             |                                                      | The Great Lillian Hall                     |                         |                    |
| Cate Blanchett    | Catherine Ravenscroft    | Cáfolat                                              | Disclaimer                                 |                         |                    |
| Cristin Milioti   | Sofia Falcone            | Pingvin                                              | The Penguin                                |                         |                    |
| Jodie Foster      | Liz Danvers              | True Detective – A törvény nevében                   | True Detective                             |                         |                    |
| Lily Gladstone    | Cam Bentland             | A híd alatt                                          | Under the Bridge                           |                         |                    |

## Rekordok

### Többszörös győzelmek
2 győzelem
- Helen Mirren
- Queen Latifah
- Kate Winslet
- Alfre Woodard

### Többszörös jelölések
| 2 jelölés - Patricia Arquette - Anne Bancroft - Angela Bassett - Cate Blanchett - Ellen Burstyn - Judy Davis - Laura Dern - Anjelica Huston - Jessica Lange - Queen Latifah - Sissy Spacek - Emma Thompson - Kerry Washington - Emily Watson - Kate Winslet - Joanne Woodward | 3 jelölés - Glenn Close - Sally Field - Vanessa Redgrave - Cicely Tyson - Sigourney Weaver - Alfre Woodard 4 jelölés - Kathy Bates - Stockard Channing - Nicole Kidman - Susan Sarandon 5 jelölés - Helen Mirren |

## Fordítás
- Ez a szócikk részben vagy egészben  a   Screen Actors Guild Award for Outstanding Performance by a Female Actor in a Miniseries or Television Movie című angol Wikipédia-szócikk fordításán alapul.  Az eredeti cikk szerkesztőit annak laptörténete sorolja fel. Ez a jelzés csupán a megfogalmazás eredetét és a szerzői jogokat jelzi, nem szolgál a cikkben szereplő információk forrásmegjelöléseként.